# Pihtipudas
Pihtipudas is een gemeente in de Finse provincie West-Finland en in de Finse regio Centraal-Finland. De gemeente heeft een landoppervlakte van 1.074,92 km² en telt 3.786 inwoners (2022).